# Calla des marais
Calla palustris
Ne doit pas être confondu avec Zantedeschia aethiopica.
Espèce
Classification phylogénétique
Statut de conservation UICN

 LC  : Préoccupation mineure
Le Calla des marais (Calla palustris) est une espèce de plantes herbacées pérennes aquatiques de la famille des Aracées. On la rencontre dans les régions tempérées et froides de l’hémisphère boréal (distribution eurosibérienne et nord-américaine). Son nom latin – du grec κάλλος – est à mettre en relation avec la beauté de son inflorescence.

## Noms vernaculaires
Calla, anguine.

## Description

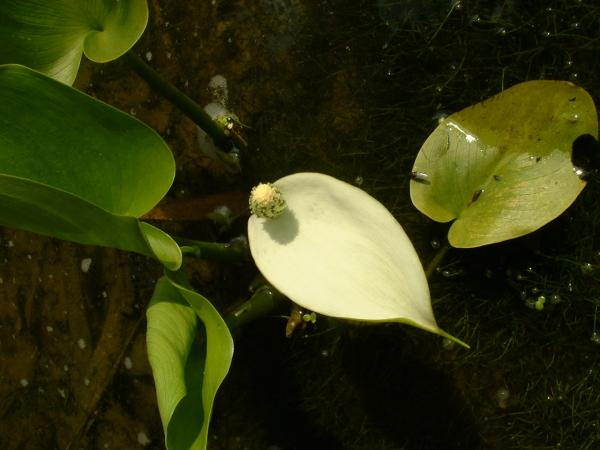
Calla des marais

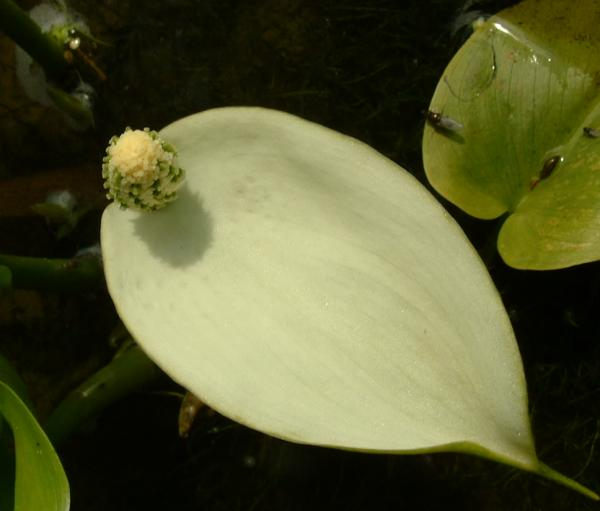
Calla des marais

C'est une plante rhizomateuse aux feuilles cordiformes. L'inflorescence est formée d'un spadice compact, ovale, portant des fleurs jaunes et d'une spathe blanche à l'intérieur et verte pour sa face externe, n'entourant pas le spadice. La floraison a lieu de juin à août. Elle est suivie par un épi de baies rouges.

## Habitat et distribution
Cette plante des milieux acides (marais et tourbières) est très rare en France, où elle est limitée à quelques stations dans le massif des Vosges. On la rencontre également çà et là dans l’est des Pays-Bas et le nord de la Belgique, où elle est strictement protégée.

## Protection
Figure sur la liste des espèces végétales protégées sur l'ensemble du territoire français métropolitain: Article 1.

## Utilisations

### Plante décorative

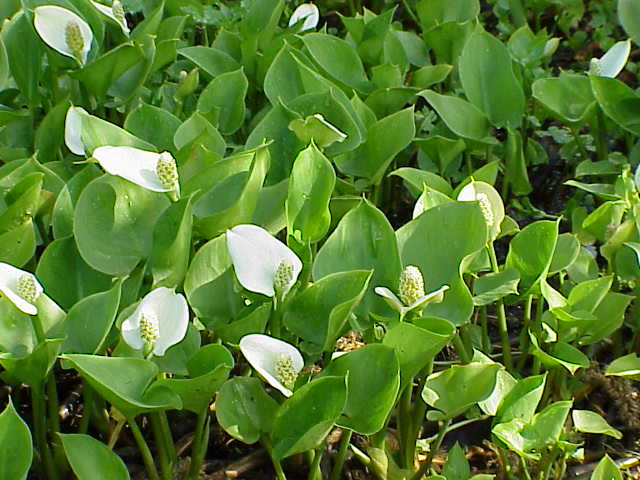
Tapis de Calla palustris, sur berge

Elle est parfois cultivée comme ornementale.
Le calla des marais est parfois et assez facilement cultivée, idéalement sur une lisière non fumée d'étang. Il peut être multiplié via des fragments du rhizome qui rampe dans la vase. Ces fragments doivent avoir au moins un œil et quelques racines. La multiplication par semis est plus difficile. Les graines, qui doivent avoir subi une période de gel pour pouvoir germer, ne fourniront une plante de taille appréciable qu’après trois ans.

### Usage alimentaire
Rhizomes : l'ethnobotaniste François Couplan , rappelle que les tubercules de cet Arum, comme ceux d’autres Arums parfois consommés, doivent être détoxifiés et adoucis par plusieurs cuissons dans l’eau et/ou par la chaleur. 
En Europe (Pologne et Scandinavie) le rhizome était séché et utilisé pour produire une farine ,. Plus précisément, il était séché, moulu en farine, bouillie dans de l’eau ; cette bouillie était laissée dans cette eau plusieurs jours avant d’être à nouveau séchée et à nouveau moulue, puis généralement mélangé à d’autres farines (de céréales, pois, farine de cambium de pin…) avant cuisson au four.  
Les racines pouvaient aussi être séchées, réduites en poudre, laquelle était longuement chauffée au four afin, jusqu'à ce que les principes irritants du rhizome aient disparu. 
Fruits : ils sont toxiques, comme ceux des autres arums, mais leurs graines ont été consommées ; Ainsi, en Amérique du Nord, les Amérindiens faisaient avec les graines une farine très nutritive, mais de mauvais goût.